# Ntoum
Ntoum o Nkan è un centro abitato del Gabon, situato nella provincia di Estuaire.